# A Bronx Tale
A Bronx Tale er en halvbiografisk amerikansk drama- og kriminalfilm fra 1993 instrueret af Robert De Niro, som også spiller en birolle i filmen som faren til drengen Calogero, spillet af Francis Capra. A Bronx Tale er skrevet af Chazz Palminteri og er delvist baseret på hans egen barndom. Palmintari spiller også med som mafiabossen Sonny.

## Modtagelse
Filmen blev meget godt modtaget af anmelderne og har opnået så meget som 96% på Rotten Tomatoes og 80% på Metacritic (juni 2009). Den kendte filmanmelder Roger Ebert i Chicago Sun-Times udtrykte stor begejstring og fik langt hen af vejen følge af anmelderne i kendte aviser som blandt andet Boston Globe, Variety, USA Today og Rolling Stone.
Filmen blev derimod ingen publikumssucces i USA, hvor den kun indbragte $17 millioner.

## Medvirkende
- Lillo Brancato : Calogero 'C' Anello (17 år)
- Robert De Niro : Lorenzo Anello
- Chazz Palminteri : Sonny LoSpecchio
- Francis Capra : Calogero 'C' Anello (9 år)
- Taral Hicks : Jane Williams
- Kathrine Narducci : Rosina Anello
- Clem Caserta : Jimmy Whispers
- Alfred Sauchelli Jr. : Bobby Bars
- Frank Pietrangolare : Danny K.O
- Joe Pesci : Carmine
- Robert D'Andrea : Tony Toupee
- Eddie Montanaro : Eddie Mush
- Fred Fischer : JoJo the Whale
- Dave Salerno : Frankie Coffeecake
- Joe D'Onofrio : Slick (17 år)

## Ekstern henvisning
- A Bronx Tale på Internet Movie Database (engelsk)
- A Bronx Tale på Filmdatabasen
- A Bronx Tale på Scope
- A Bronx Tale i Svensk Filmdatabas (svensk)
- A Bronx Tale på AlloCiné (fransk)
- A Bronx Tale på MovieMeter (nederlandsk)
- A Bronx Tale på AllMovie (engelsk)
- A Bronx Tale hos American Film Institute (engelsk)
- A Bronx Tales profil hos Encyclopædia Britannica Online (engelsk)
- A Bronx Tale på Turner Classic Movies (engelsk)